# Volvo
Ne doit pas être confondu avec Volvo (automobile).

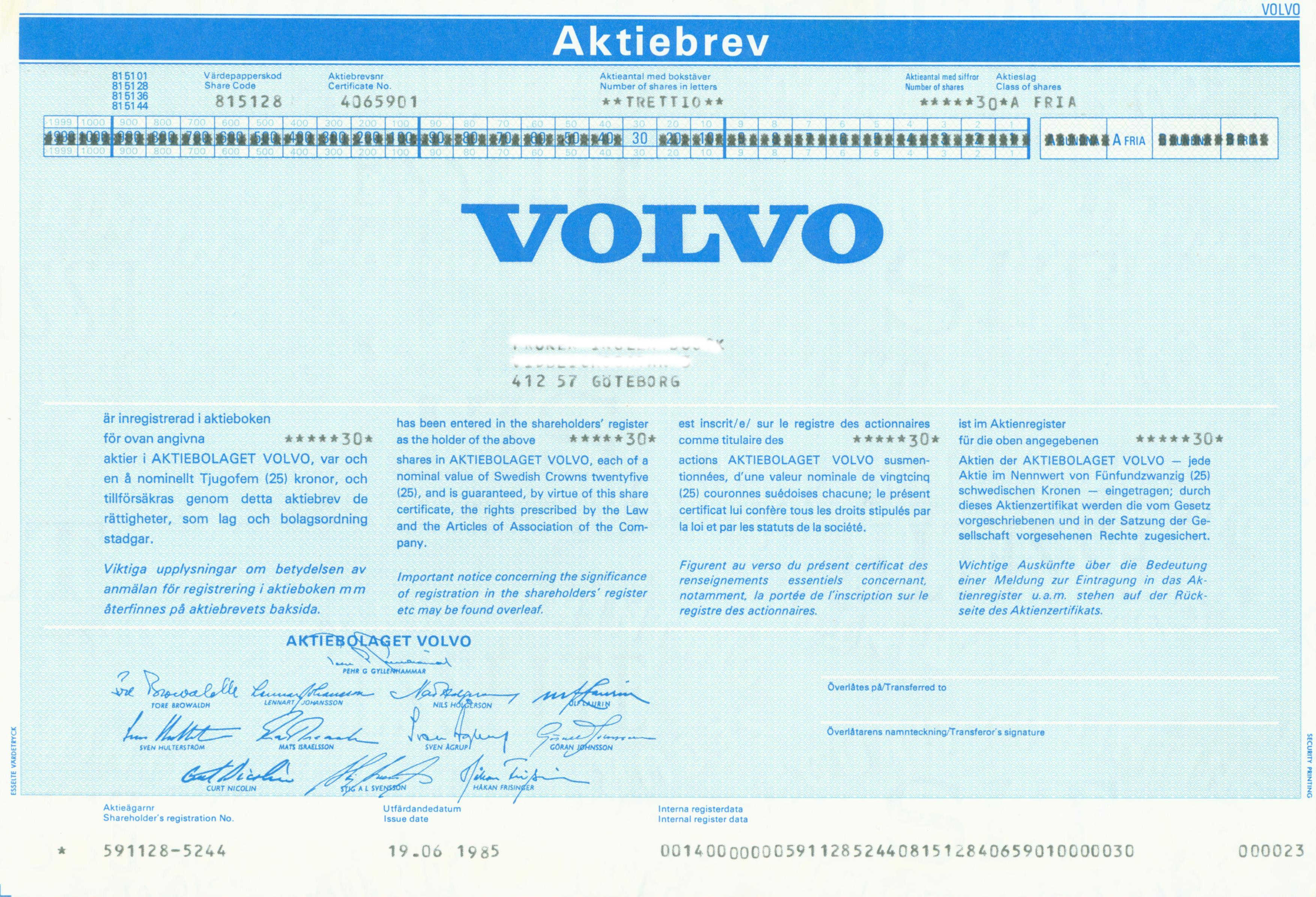
Action de l'AB Volvo en date du 19 juin 1985.

Volvo AB ou plus simplement Volvo, fondée en 1927 en Suède avec l'aide de la société SKF, est un conglomérat industriel suédois de fabrication de camions, d'autocars et d'autobus, d'engins de chantier et de moteurs marins et industriels. En latin, volvo — première personne du présent de l'indicatif du verbe volvere — signifie « je roule ».
À l'origine détenues par AB Volvo depuis 1927, les activités automobiles grand public réalisées sous la dénomination Volvo Cars, appartiennent depuis 2010 au groupe automobile chinois Geely, après avoir appartenu à Ford durant onze ans.
Volvo produit des camions, des autobus et autocars depuis 1928. AB Volvo est aujourd'hui l'un des principaux constructeurs de camions, d'autobus, d'autocars, d'engins de chantier, de moteurs marins et industriels dans le monde. Il est le deuxième constructeur mondial de poids lourds. Au début de 2002, AB Volvo a restructuré son secteur camions en le divisant en trois marques distinctes : Renault Trucks, Mack Trucks Inc. et Volvo Trucks. Enfin, UD Trucks a rejoint le groupe en 2006, afin notamment d'augmenter sa présence en Asie.
AB Volvo produit également des groupes électrogènes et des moteurs destinés à l'industrie navale (Volvo Penta) ainsi que des engins de chantier (Volvo Construction Equipment). Dans ce dernier département, la firme est célèbre pour ses dumpers articulés. Le groupe Volvo intègre également plusieurs Business Units tels que Group Trucks Technology pour la recherche et développement, Group Trucks Purchasing pour les achats ou Group Information Technology pour ses solutions et services informatiques.

## Histoire
Dans l'industrie automobile, les évolutions se sont succédé rapidement dans les années 1920. Assar Gabrielsson, directeur des ventes chez SKF, envisageait d'ouvrir une usine destinée à accueillir la production d'automobiles pour lesquelles SKF fournirait des roulements à billes et des rotules à rouleaux. Il prit donc contact avec le designer Gustaf Larson, qui s'attela à la conception d'une voiture.
Les plans furent achevés au printemps 1925, et Assar Gabrielsson et Gustaf Larson réalisèrent la production de dix voitures. Une fois ces exemplaires préparés, il fut décidé en 1926 que Volvo, filiale de SKF, poursuivrait la production automobile. Cette société fabriquait auparavant un roulement à une rangée de billes dénommé « Volvo » (dérivé du latin, signifiant « je roule ») — un nom qui convenait également parfaitement aux nouveaux produits. Le logo fut choisi pour représenter la force suédoise et à l'origine copia l'ancienne représentation de l’élément fer.

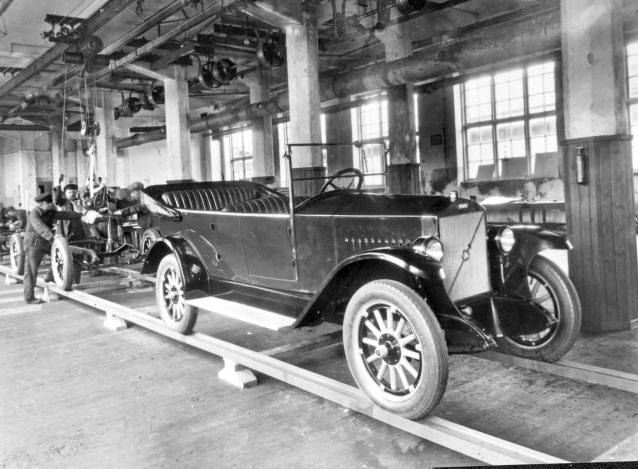
La première voiture Volvo, une Volvo ÖV 4, en 1927

La production en série du modèle décapotable (ÖV4 Jakob) fut inaugurée en 1927. Plus tard, une version à conduite intérieure fut ajoutée à la gamme, contribuant à élever les ventes de véhicules, mais la société ne fut viable qu'à compter de 1930. Depuis cette époque, la société Volvo a connu une évolution dynamique, et est devenue la plus importante entreprise de Scandinavie.
En 1971, le Club des Quatre est formé : L'Euro Truck Development Group Saviem, DAF, Volvo et Magirus-Deutz s'entendent pour produire en commun un modèle de classe « médium » à partir d'une cellule et d'une cabine basculante commune. Ceci a permis de réduire les coûts de développement, mais cette association prit fin après l'introduction des cabines sur les camions.
Les années 1980 voient une relative remise en cause du travail à la chaîne, probable effet secondaire de Mai 68. Ainsi, pour tenter de briser la monotonie du travail à la chaîne, on instaure la rotation des postes. Celle-ci est encore en cours, particulièrement, par exemple, à l'usine Volvo de Gand, en Belgique. L'un des modèles les plus représentatifs de l'histoire de Volvo, le vaisseau amiral 760, a été introduit en 1982 : sa forme carrée et son contenu séduisent le public et en font la première alternative aux voitures de luxe allemandes classiques.
Aux États-Unis, « Renault Véhicules Industriels » prend le contrôle de Mack Trucks à la suite d'une prise de participation en 1979.
En 1990, échange d'actions entre « Renault Véhicules Industriels » et camions Volvo.
Un protocole d’alliance  entre Renault et Volvo est conclu en février 1990 à Amsterdam : ils prévoient de s’échanger 25 % de leurs actions dans les branches automobile, et 45 % dans l’activité poids lourd. Il est créé une nouvelle entité, une Holding, de laquelle dépendront Renault et Volvo. L’organisation industrielle est revue avec, à la clé, entre 30 et 40 milliards de Francs d’économies annuelles. Le 6 septembre 1993, Volvo et Renault annoncent leur mariage, les acteurs de l’économie et la presse saluent l’émergence d’un grand acteur de l’automobile européenne dont la naissance est attendue pour le 1er janvier 1994. Toutefois, le 2 décembre 1993, Volvo annonce son retrait du projet de fusion, moins de trois mois après son annonce. La veille, le conseil d’administration avait majoritairement voté contre la fusion avec Renault, entrainant la démission du président du groupe Volvo, M. Gullenhammar. Petits et gros actionnaires de Volvo ne voyaient pas d’un bon œil ce mariage qui, selon eux, cachait un achat de Volvo par Renault avec le risque, à terme, de voir la marque suédoise disparaître. Les deux groupes mettent un terme au rapprochement de leurs activités à l'exception de Renault Trucks qui reste chez Volvo.
En 1995, Volvo acquiert une partie des actifs des autobus Prévost (Prévost Car Inc.) en Amérique du Nord. Neuf ans plus tard, Volvo prend la totalité des actifs de cette entreprise qui se spécialise dans la fabrication des autobus de grand tourisme.
En 1999, le groupe Volvo AB cède sa branche automobile au groupe Ford pour 6,5 milliards de dollars.
En 2010, l'américain Ford vend l'ancienne branche automobile de Volvo au chinois Geely pour 1,8 milliard de dollars. La transaction a été finalisée en juillet 2010,.
En décembre 2012, Renault, principal actionnaire du groupe, cède ses 6,5 % de participation dans l'entreprise Volvo AB pour 1,5 milliard d'euros.
En décembre 2013, Volvo vend sa filiale de location de véhicule en Amérique du Nord pour 1,1 milliard de dollars.
En 2015 Volvo rachete 100% des actions de Polestar(ancien préparateur sport haut de gamme de la marque) après une collaboration conjointe datant de 1996
En décembre 2017, Geely prend une participation minoritaire de 8,2 %, lui donnant droit à 15,6 % des droits de votes, dans Volvo pour 3,25 milliards d'euros. En décembre 2019, Volvo vend sa filiale japonaise UD Trucks à Isuzu Motors pour 2,3 milliards de dollars. En août 2021, Volvo acquiert  l'activité dédiée aux poids lourds de Jiangling Motors pour 125,7 millions de dollars.
Janvier 2024 Volvo, qui détient 48% de Polestar (entreprise créée conjointement par volvo et son actionnaire Geely), spécialisé dans les véhicules électriques haut de gamme, conçu en Suède et fabriqués à Chengdu en chine, annonce cesser le financement de ce dernier. Geely possédant 82% de Volvo devient par ce fait l'actionnaire largement majoritaire de Polestar et annonce de nouveaux véhicules pour l'Europe courrant 2025. En 2024. La même année Geely revend 3% du capital sa participation dans l'entreprise redescendant 78,7% contre 82% précédemment. La valeur du titre plongeant par ce fait près de 10.4% de sa valeur.
En 2025, Volvo Cars annonce 3 000 emplois suppressions d'emploi.

## Groupe
AB Volvo ou Volvo Group fabrique principalement des engins de transport. Après avoir été actionnaire principal, le groupe Renault a vendu toutes ses parts en décembre 2012. Ses filiales sont :
- Volvo Trucks (camions) ;
- Renault Trucks (camions et fourgons utilitaires légers (VUL)) ;
- Mack Trucks (camions américains) ;
- UD Trucks (camions japonais) : vendu à Isuzu en avril 2021[17] ;
- Eicher Motors (camions, bus indiens). Joint-venture ;
- Dong Feng (camions chinois). Joint venture ;
- Volvo Construction Equipment (engins de génie civil) ;
- Volvo Buses (autocars et autobus) ;
- Volvo Penta (moteurs maritimes, énergie) ;
- Volvo Financial Services (finance) ;
- Prévost Car (autocars et maisons motorisées) ;
- SDLG (engins de génie civil)[18] ;
- Terex Trucks (tombereaux).

Le groupe exerce aussi des activités liées à ses produits :
- Volvo Powertrain (moteurs et transmissions pour l'ensemble du groupe) ;
- Volvo Group Truck Technology (bureau d'études des quatre constructeurs de camions) ;
- Volvo Information Technology (systèmes informatiques industriels) ;
- Volvo Logistics (logistique des matériels industriels) ;
- Volvo Parts (activité pièces de rechange, plateformes d'assistance) ;
- Volvo Technology (recherche et développement).

## Modèles des véhicules Volvo

### Modèles anciens

#### Autobus
- Heuliez GX 217 : collaboration avec Heuliez Bus.
- Volvo 7250
- Volvo 7450
- Volvo 7550
- Volvo 7000
- Volvo 7700
- Volvo 7800
- Volvo 8700
- Volvo 8900
- Volvo 9700
- Volvo 9800
- Volvo 9900

#### Camions

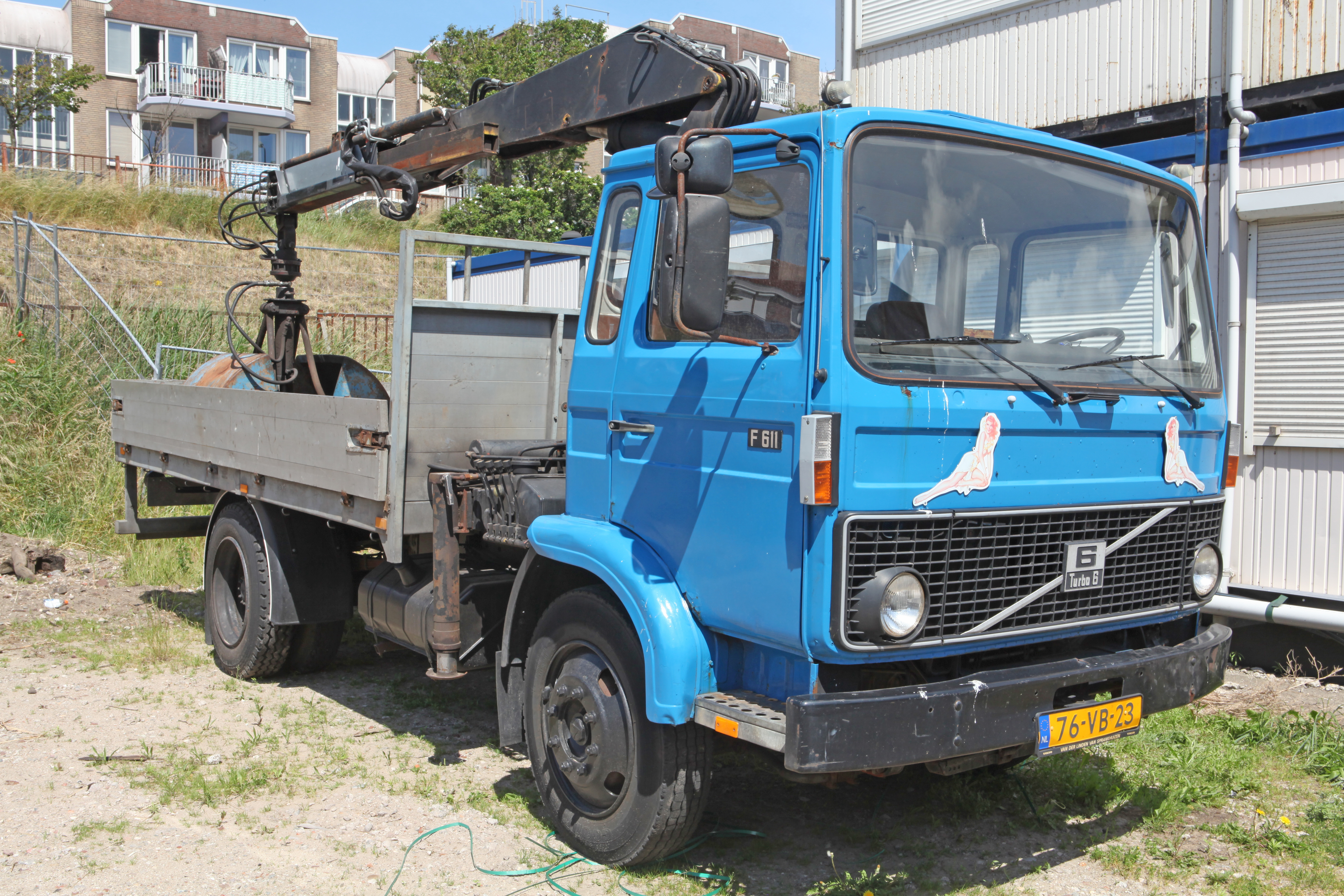
Volvo F611 de 1980.

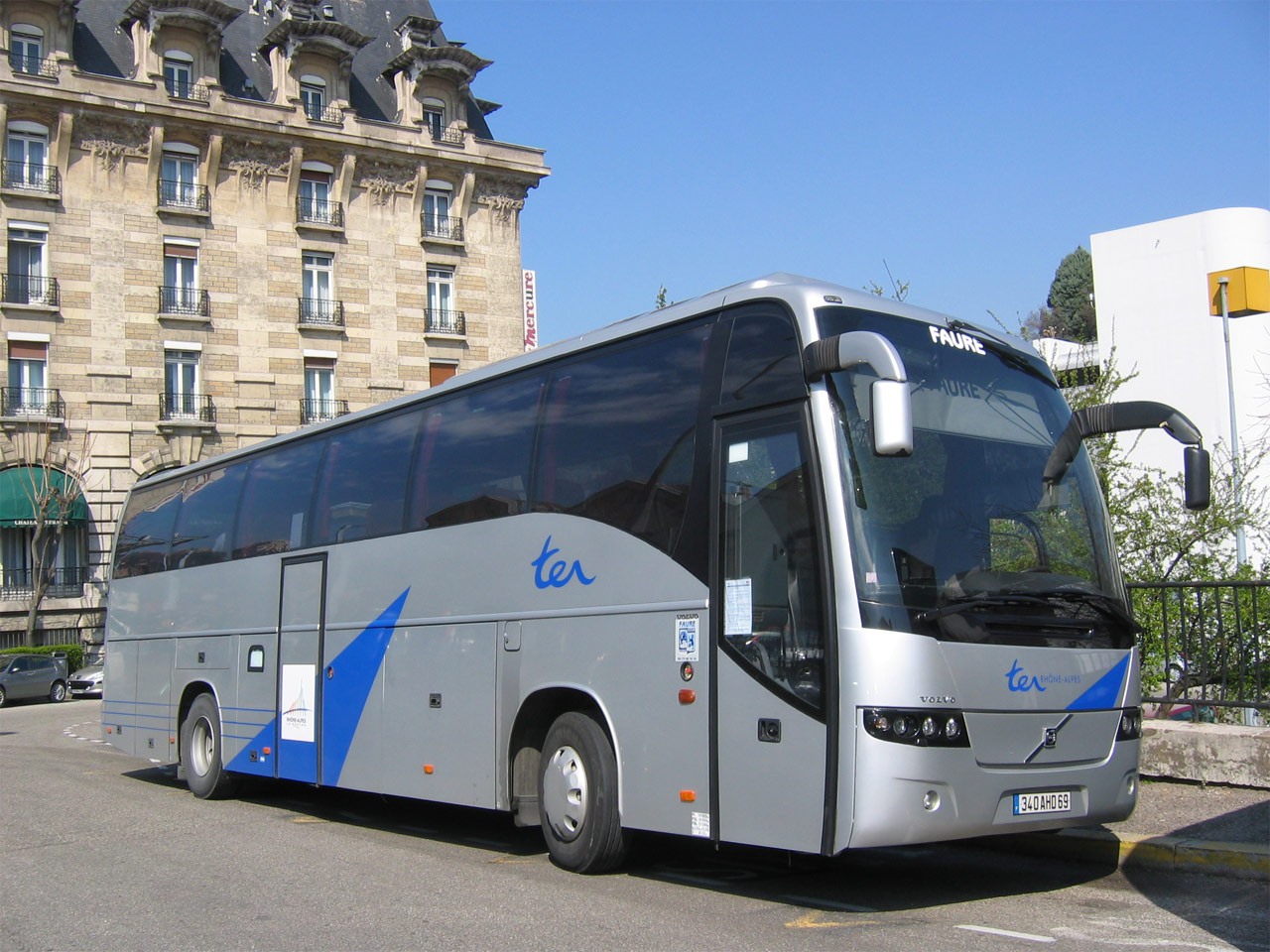
Volvo 9700.

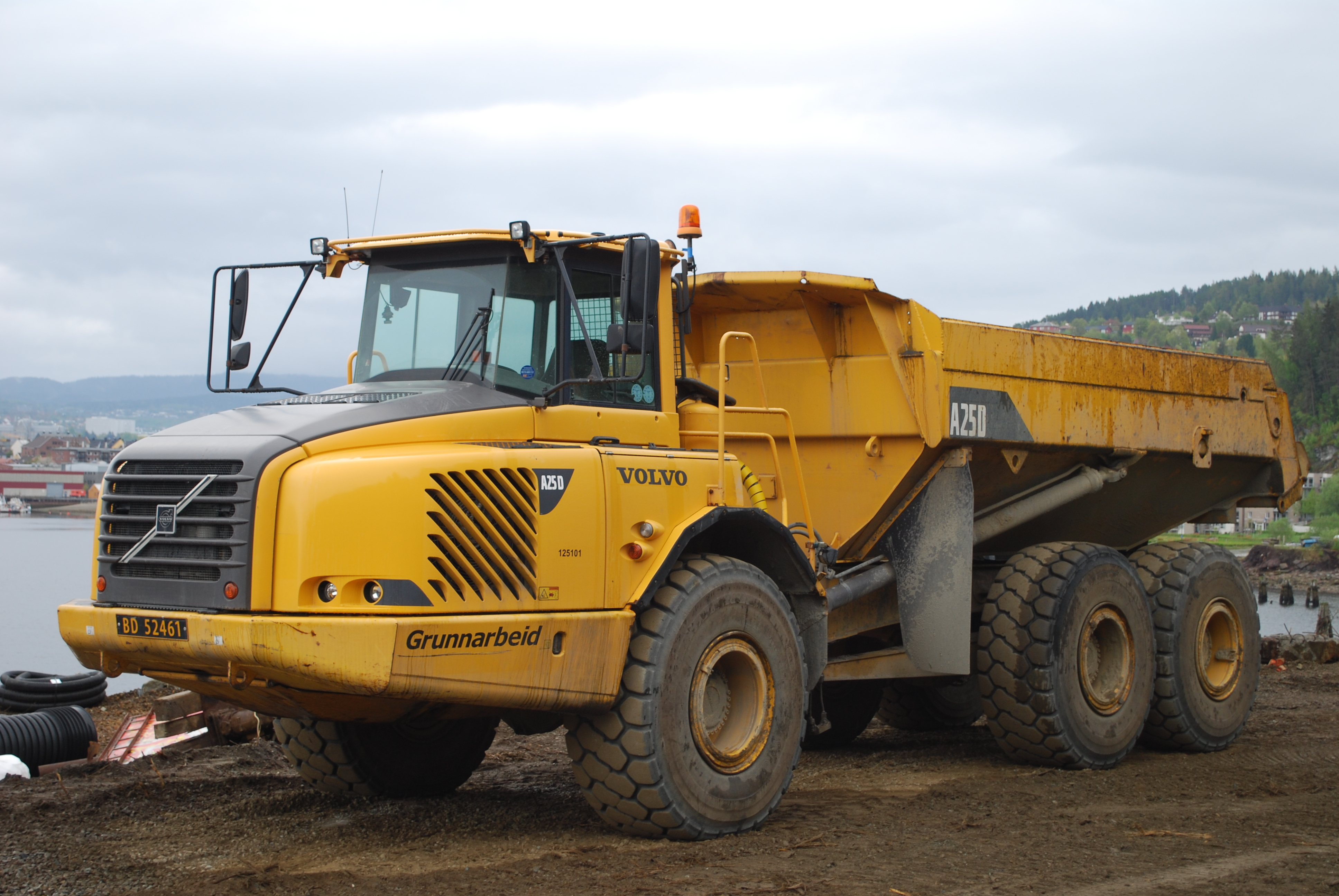
Volvo A25D, tombereau articulé.

- Volvo F4, F6, F7
- Volvo F86
- Volvo F88
- Volvo F89
- Volvo Serie F10-12-16
- Volvo Serie N
- Volvo NH12
- Volvo VNM
- Volvo VNL
- Volvo VT
- Volvo VHD

### Modèles actuels

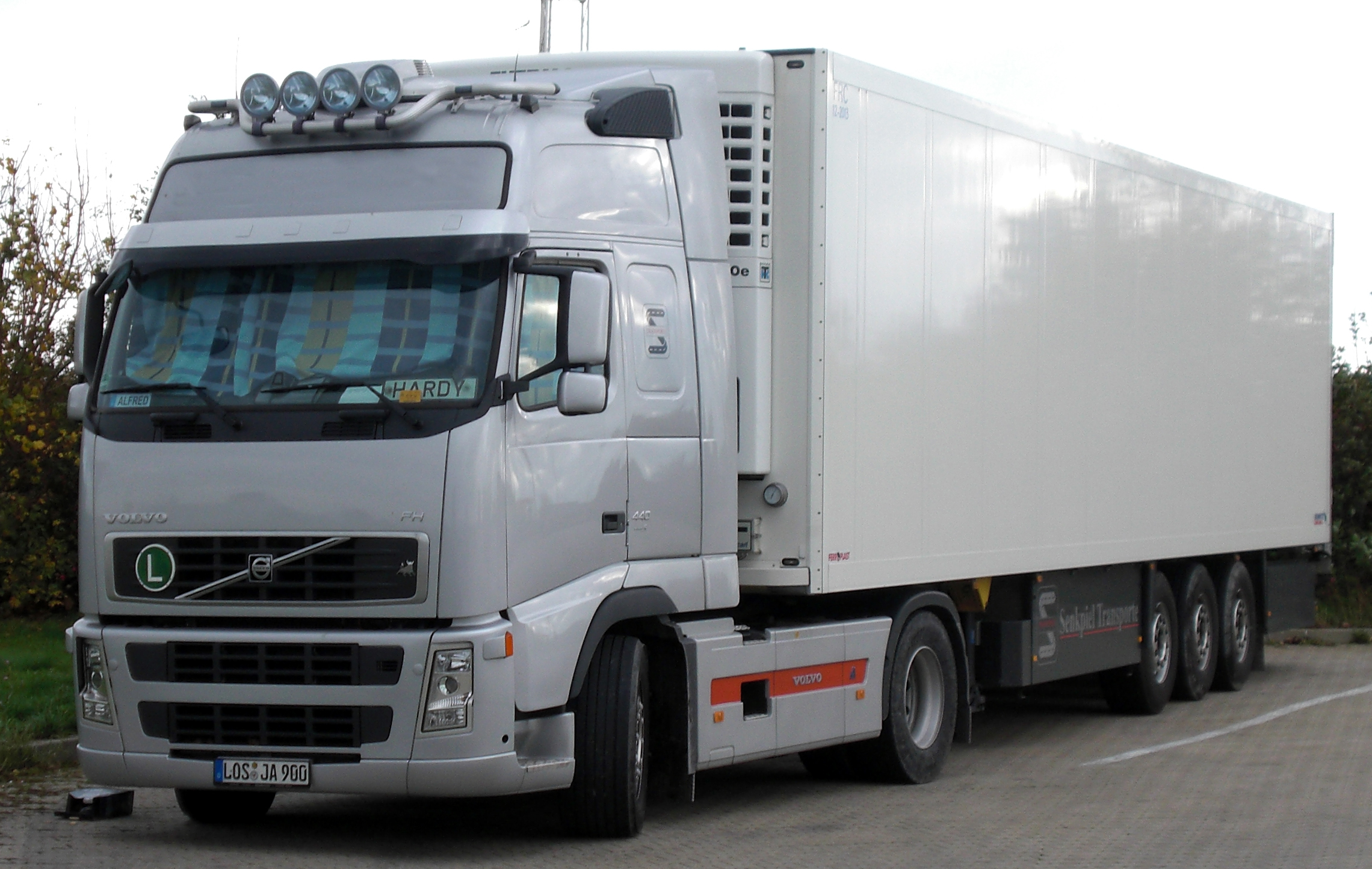
Volvo FH 440.

#### Camions
- Volvo FL
- Volvo FE
- Volvo FM
- Volvo FMX
- Volvo FH
- Volvo FH16
- Volvo FH4

#### Autobus
- Volvo 7000
- Volvo 7700
- Volvo 7900

#### Autocars
- Volvo 8700
- Volvo 9700
- Volvo 9900

#### Tombereaux
- Volvo A25
- Volvo A30
- Volvo A35
- Volvo A40
- Volvo A45
- Volvo A60

#### Tractopelles
- Volvo BL60
- Volvo BL61
- Volvo BL70
- Volvo BL71

## Technologie

### Brevet de la ceinture de sécurité
L'ingénieur Nils Bohlin recruté par Volvo brevette en 1959, la ceinture de sécurité moderne en installant des points d'ancrage pour des ceintures trois points avec une sangle abdominale et une sangle diagonale. L'entreprise décide alors de laisser le brevet libre de droits et les autres constructeurs ont pu profiter de cette avancée. Elle est montée en équipement standard pour la première fois la même année dans la Volvo Amazon et dans la Volvo PV 544. Ce sont les premiers modèles de série à en être équipés.

### Véhicule automatisé
Volvo est partie prenante avec d'autres acteurs, Luminar, Zenseact, dans un partenariat, pour commercialiser un système automatisé de conduite sur autoroute de niveau 3 monté en série, sous la dénomination commerciale de « Sentinel ».

## Actionnaires
Liste des principaux actionnaires au 11 janvier 2022 :
| Actionnaire                                     | %    |
| ----------------------------------------------- | ---- |
| Zhejiang Geely Holding Group                    | 78,7 |
| Swedbank Robur Fonder                           | 4,23 |
| The Capital Group Cos.                          | 3,21 |
| SEB Investment Management                       | 2,92 |
| Alecta Pension Insurance Mutual                 | 2,86 |
| Norges Bank Investment Management               | 2,59 |
| The Vanguard Group                              | 2,57 |
| Capital Research & Management (World Investors) | 2,37 |
| Handelsbanken Fonder                            | 2,35 |
| BlackRock Investment Management (UK)            | 2,31 |

## Campagnes de communication

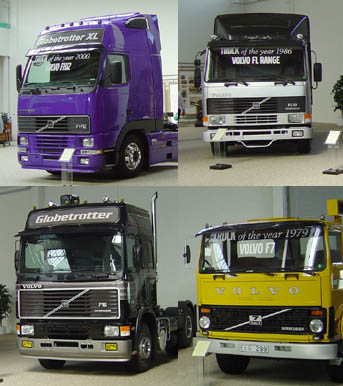
Volvo trucks au Volvo museum de Gothenburg.

En novembre 2013, Volvo Trucks fait appel à Jean-Claude Van Damme afin de réaliser un grand écart entre deux camions en marche arrière. Le but de cette campagne intitulée « Epic Split » étant de démontrer la stabilité et la précision de leur modèle « Dynamic Steering ». En à peine trois semaines, la vidéo fait le buzz et engendre plus de 61 millions de vues sur YouTube.
Deux ans après l'Epic Split, Volvo Trucks veut encore démontrer la résistance d'un de ces camions et confie alors les commandes d'un d'entre eux à une fillette de quatre ans, Sophie. Imaginé par l'agence suédoise Forsman and Bodenfors, le clip vidéo largement diffusé met alors en scène la fillette équipée d'une télécommande et pilotant l'engin à distance au travers de différents obstacles.
En avril 2015, l'agence Grey et Volvo lancent la campagne « Volvo life paint » afin de sensibiliser les cyclistes britanniques, proposant ainsi une bombe de peinture visible la nuit grâce à la réflexion des phares de voiture.